# Puerto Adentro (Puerto Lumbreras)
Puerto Adentro es una de las cuatro diputaciones del municipio de Puerto Lumbreras (Región de Murcia). Se localiza en el sector sudoccidental del mismo, limitando al oeste con Huércal Overa (Almería), al sur con Lorca, y al norte y este con las diputaciones de Cabezo de la Jara y Puerto Lumbreras. Es la tercera diputación en número de habitantes, con 217 en 2011.  Se trata de un terreno con grandes contrastes entre los llanos del campo de Nogalte y las estribaciones meridionales de la Sierra de Enmedio. La población más importante es Góñar, localidad cuyo casco urbano pertenece parte a Puerto Lumbreras y parte a Huércal Overa (Almería). Las fiestas patronales se celebran en honor a la Virgen del Carmen.

## Historia

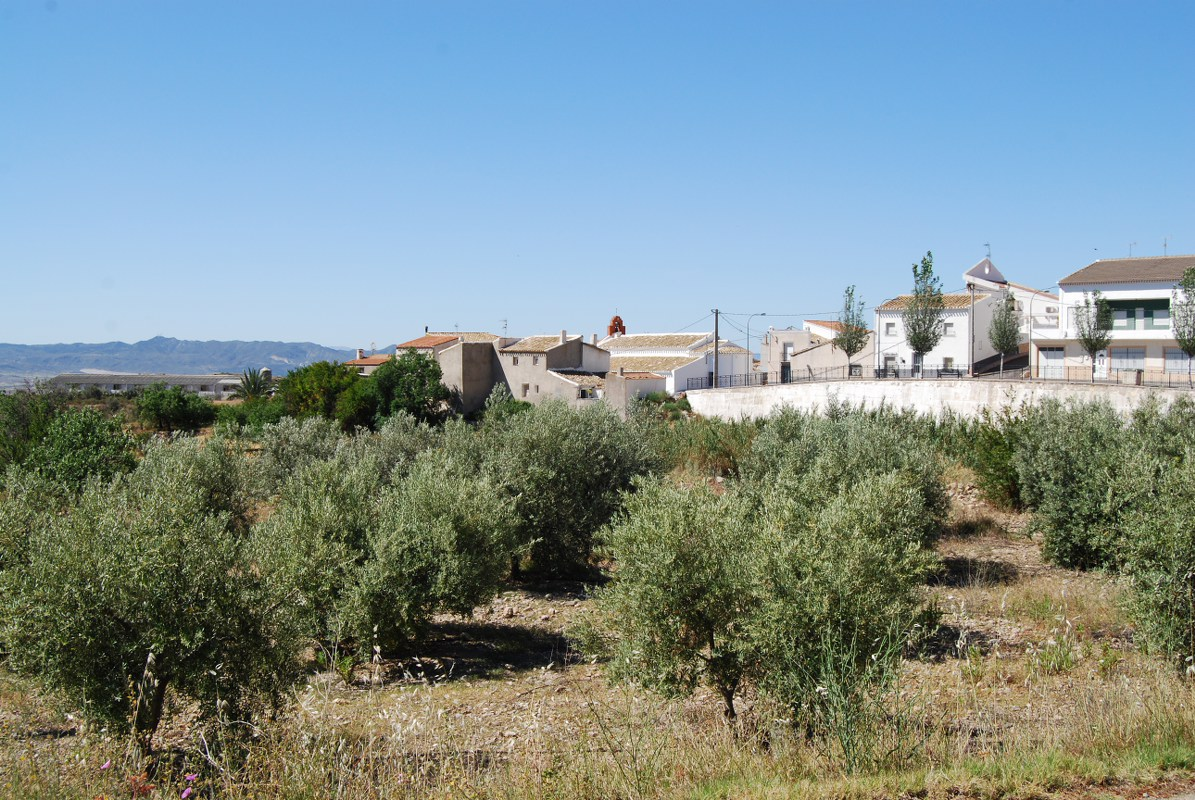
Vista de Puerto Adentro

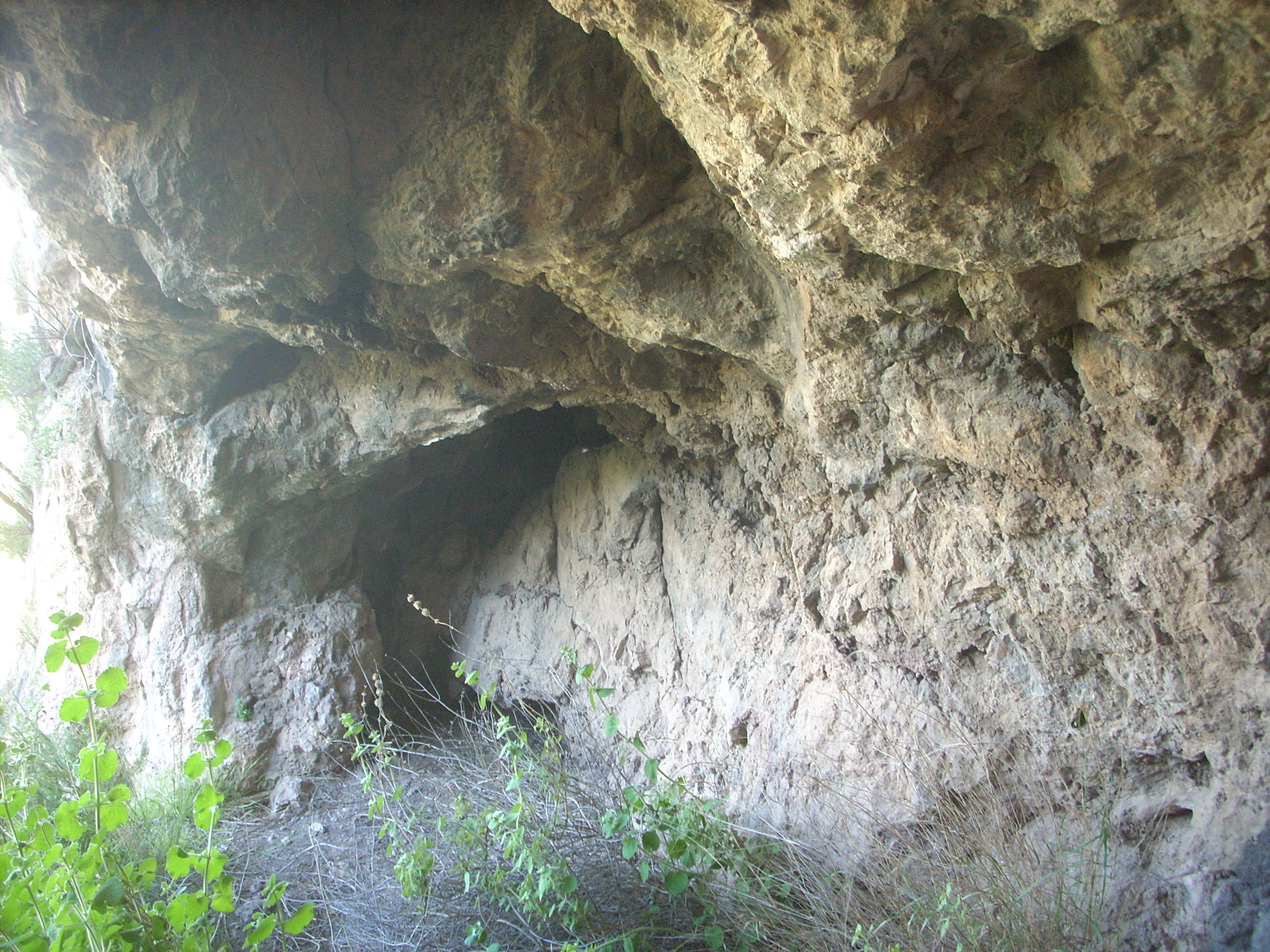
Cueva del Rayo

Los testimonios más antiguos de ocupación humana en este territorio se remontan a época prehistórica. Así, en la Cueva del Rayo, emplazada en la Sierra de Enmedio, se conoce un hábitat en cueva en el que se han recuperado diversos fragmentos de herramienta en sílex que permite fechar una dilatada secuencia de ocupación que abarca desde finales del Paleolítico Superior hasta el Neolítico.

Poco se conoce del poblamiento romano en Puerto Adentro. Probablemente, la ocupación del territorio debió seguir la pauta de las zonas limítrofes: pequeños caseríos o granjas (como el yacimiento Aljibe de Poveda, en la diputación de El Esparragal), dedicadas a actividades de carácter agropecuario y cuya producción debía destinarse al abastecimiento de núcleos urbanos de mayor entidad como Eliocroca (Lorca) o Puerto Lumbreras, población que según algunos investigadores marcaba el límite de las provincias citerior y ulterior hasta Augusto y donde al menos el Cerro del Castillo debió estar ocupado en época tardorromana. 

En época medieval islámica (siglos VII-XIII) apenas se producen cambios, con el hisn de Nogalte convertido en el principal punto de referencia de la zona. El laboreo agrícola seguía siendo la principal actividad económica de los habitantes de esta zona. Tras la conquista castellana, todo el campo de Nogalte quedó prácticamente despoblado debido a que se convirtió en tierra de frontera entre el reino de Murcia y el nazarí de Granada. No se recuperó el territorio hasta bien entrado el siglo XVIII, cuando las reformas borbónicas impulsan la roturación y puesta en cultivo de estas tierras tras haber servido durante siglos como dehesa de los ganados lorquinos. A este respecto cabe destacar que al igual que ocurre en la rambla de Nogalte o en la de Vilerda, Goñar se ha abastecido tradicionalmente de agua mediante un sistema de galería con lumbreras del que actualmente solo queda en uso la balsa y los caños y cuyo aprovechamiento estaba organizado mediante una comunidad de regantes en la que cada uno tenía derecho a determinadas horas de agua según turnos o tandas. 

En 1958, tras la creación del Ayuntamiento de Puerto Lumbreras, se constituye la diputación de Puerto Adentro.

## Economía

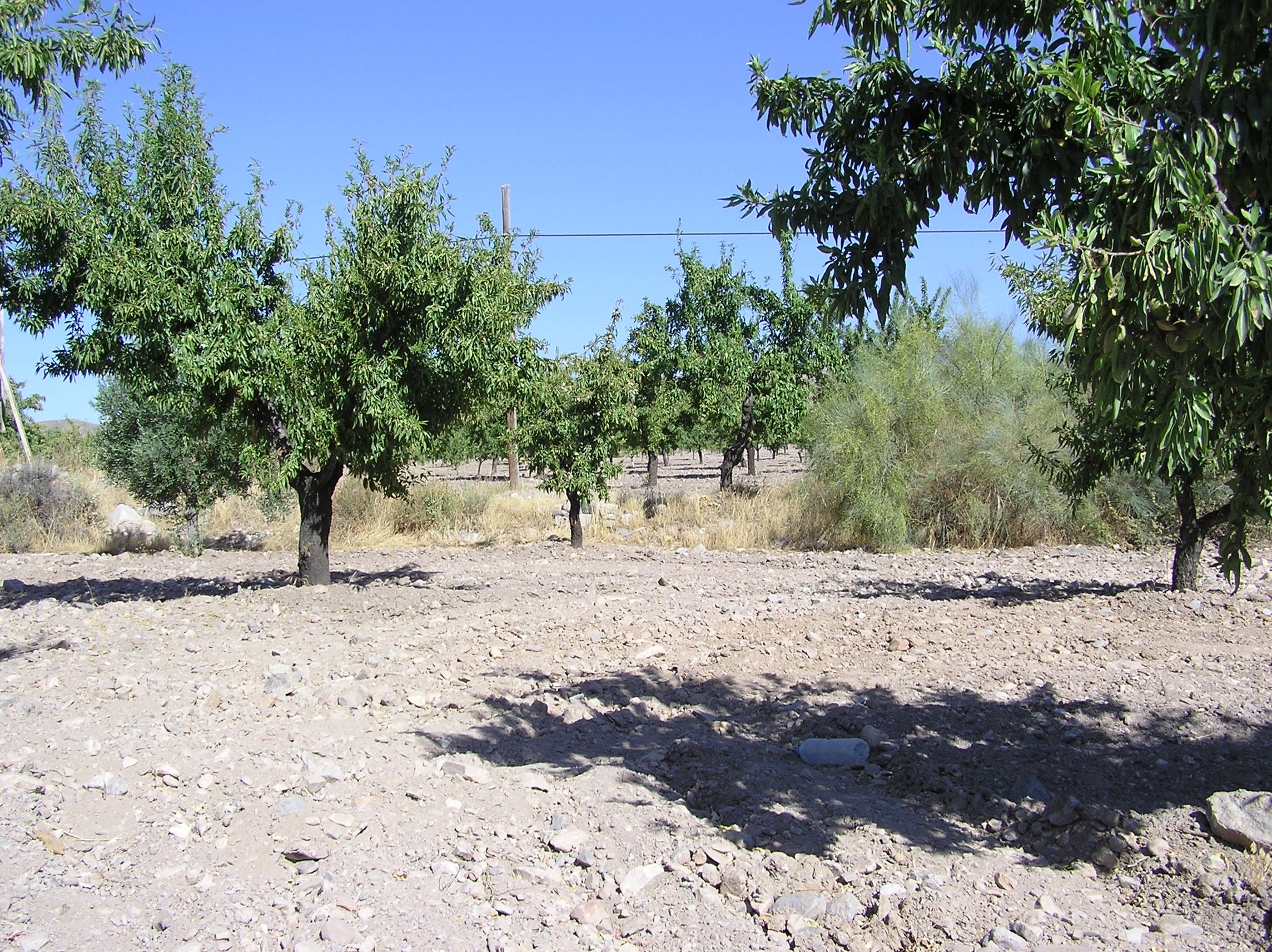
Cultivos de secano

Actualmente, la agricultura y la ganadería sigue siendo la principal actividad económica de esta diputación lumbrerense. Los cultivos mayoritarios son los de secano: almendro, olivo y cereal, si bien este último es el menos importante. Aquí se encuentran diversas variedades autóctonas de almendra, cuyo uso es imprescindible en la respostería lumbrerense. Además, del almendro también se ha aprovechado tradicionalmente sus cortezas, hojas y rama para forraje para el ganado o como combustible para braseros y estufas. Asociado a los almendros aparece el olivo: las variedades más comunes son la cornicabra y la manzanilla, ambas destinadas a la fabricación de aceite de sabor suave y baja acidez. En menor proporción, también se encuentran regadíos como el melocotón, el limón y la naranja. También se producen hortalizas (coliflor, brócoli) y claveles en invernaderos. 

Respecto a la ganadería, la cabaña predominante en la actualidad es la porcina, con dos cebaderos en los que trabajan buena parte de sus habitantes.

## Fiestas
Las fiestas patronales se celebran en honor a la Virgen del Carmen, en los días 14 y 15 de agosto. Unos días antes, el primer fin de semana de agosto, se realiza una romería por las calles del pueblo, la Virgen del Carmen va de casa en casa, a hombros de personas, y en cada vivienda se para y según la familia se encuentre de luto o/ no se reza o canta la salve a la Virgen del Carmen, y cada familia contribuye con un donativo para celebrar las fiestas, y mantenimiento de la Iglesia.  Durante las fiestas destaca el campeonato de fútbol, uno de los acontecimientos más importantes ya que a él concurren equipos de varias poblaciones lorquinas.

## Caños de Goñar
El sistema de galería con lumbreras de Goñar nace en el lecho de la rambla de los Derramadores, en las proximidades del paraje de Los Gabarrones.  El tramo inicial discurría sobre el cauce de la rambla, otros dos a modo de presas subálveas y el resto estaba asociado a aguas subsuperficiales del piedemonte del cabezo donde se ubica con una longitud total estimada en 1800 m. 

El sistema, que lograba mantener un caudal prácticamente estable a lo largo de todo el año, salvo en época estival que decrecía, estuvo en funcionamiento hasta la década de los setenta del siglo XX. El agua, que salía al exterior a través de una fuente pasaba por un abrevadero y un lavadero y finalmente era almacenada en una balsa, desde donde se distribuía para su uso agrícola y ganadero.

## Galería
|                           |
| Entorno de Puerto Adentro |

|                  |
| Lavadero público |

|              |
| Casco urbano |

|              |
| Casco urbano |